# Sonderbund

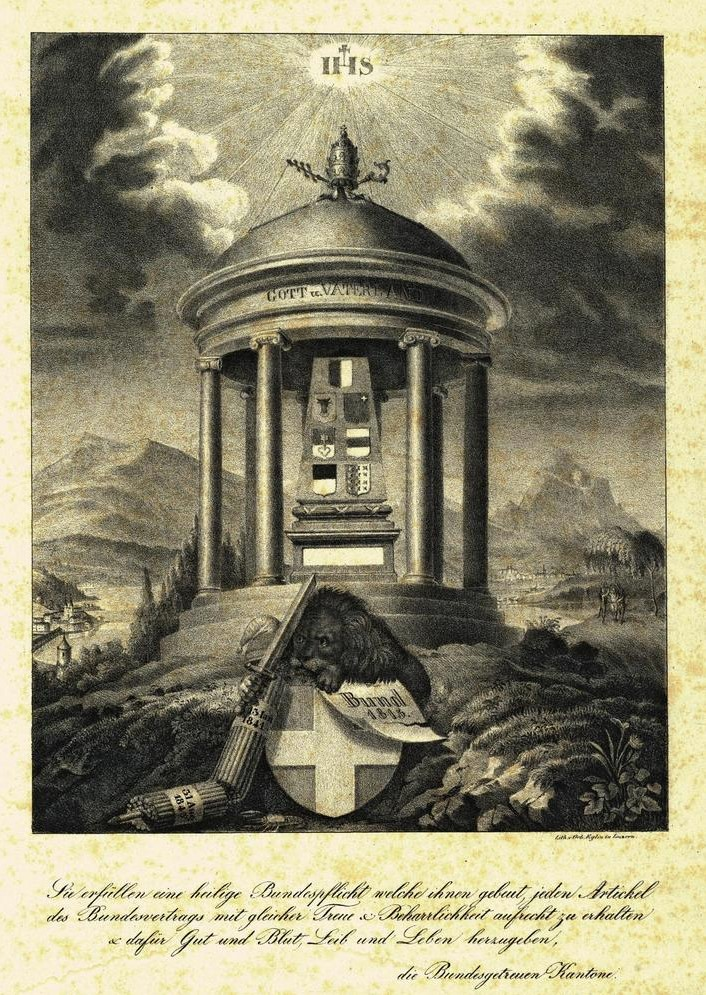
Feuille de propagande du Sonderbund, représentant les sept cantons membres (1845).

Le Sonderbund ou « Sondrebond » (en allemand, Sonder + Bund : « alliance particulière ») est une ligue sécessionniste des 7 cantons catholiques conservateurs, qui a menacé la Confédération suisse entre 1845 et 1847.

## Cantons membres

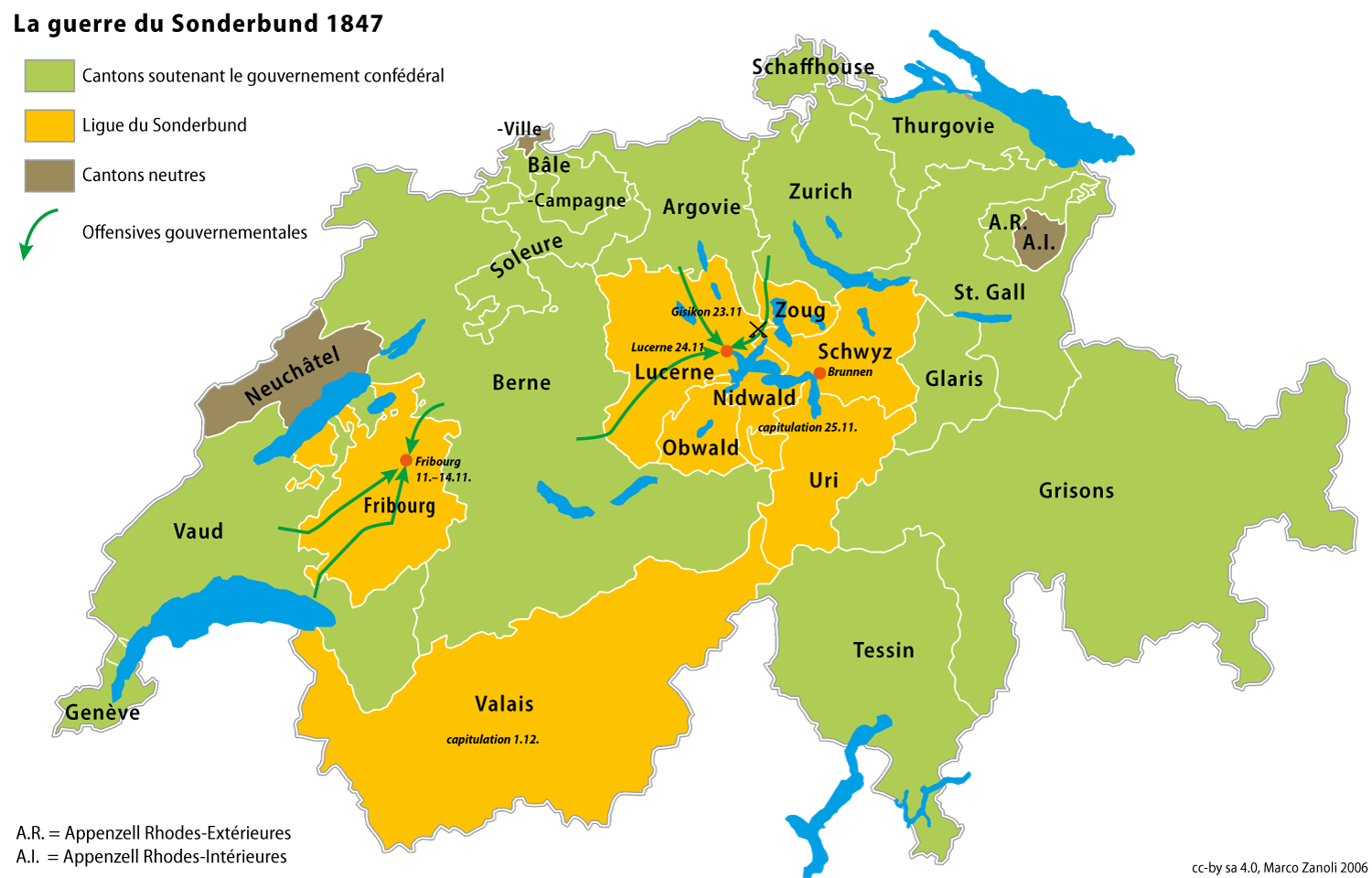
En orange, les cantons du Sonderbund.

Les membres en sont les cantons de Lucerne, de Fribourg, du Valais, d'Uri, de Schwytz, d'Unterwald (depuis séparé en Obwald et Nidwald) et de Zoug, tous catholiques. Cependant, certains cantons catholiques à tendance libérale comme le Tessin n'en font pas partie.

## Causes
Cette alliance est conclue à la suite de la prise du pouvoir du Parti radical qui, grâce à la majorité des cantons, prend des mesures anti-catholiques, comme la fermeture des couvents en Argovie en 1841. La même année, par mesure de représailles, les autorités de Lucerne confient aux jésuites la responsabilité du système éducatif cantonal. En réaction, des bandes armées de radicaux, appelées « corps francs » envahissent le canton. Dans l’Univers du 30 novembre 1847, Louis Veuillot, ironisant sur la défense que la Gazette de France (pourtant catholique) prend des corps francs, écrit : 

« Les corps-francs détruisent en effet les abus du Moyen âge, congrégations, pèlerinages, couvents, dévotions à la sainte Vierge et autres folies, par le feu. Ils règlent, comme on sait et comme on voit, l'exercice de la liberté religieuse ; ils pillent, ruinent et tuent les ultramontains pour leur apprendre à ne pas imposer leurs opinions. »

 La conduite des corps francs entraîne une révolte.
La majorité radicale à la Diète fédérale décide la dissolution du Sonderbund le 21 octobre 1847, considérant qu'il était contraire au Pacte fédéral, interdisant les alliances militaires. Les catholiques considèrent quant à eux que cette alliance est défensive, et donc autorisée par le Pacte fédéral, à la suite des incursions radicales à Lucerne.

## Adversaires
L'armée confédérale, composée de soldats de tous les autres cantons, sauf Neuchâtel et Appenzell Rhodes-Intérieures restés neutres, sous les ordres du général Guillaume-Henri Dufour, est levée contre ses membres.
L'armée du Sonderbund est quant à elle sous les ordres du général Jean-Ulrich de Salis-Soglio. Celui-ci est à la tête des forces catholiques du Sonderbund alors qu'il est lui-même protestant et vient du canton des Grisons engagé aux côtés des forces fédérales. La faiblesse du Sonderbund tient à son infériorité numérique, Salis-Soglio n'est donc pas dans une condition favorable.

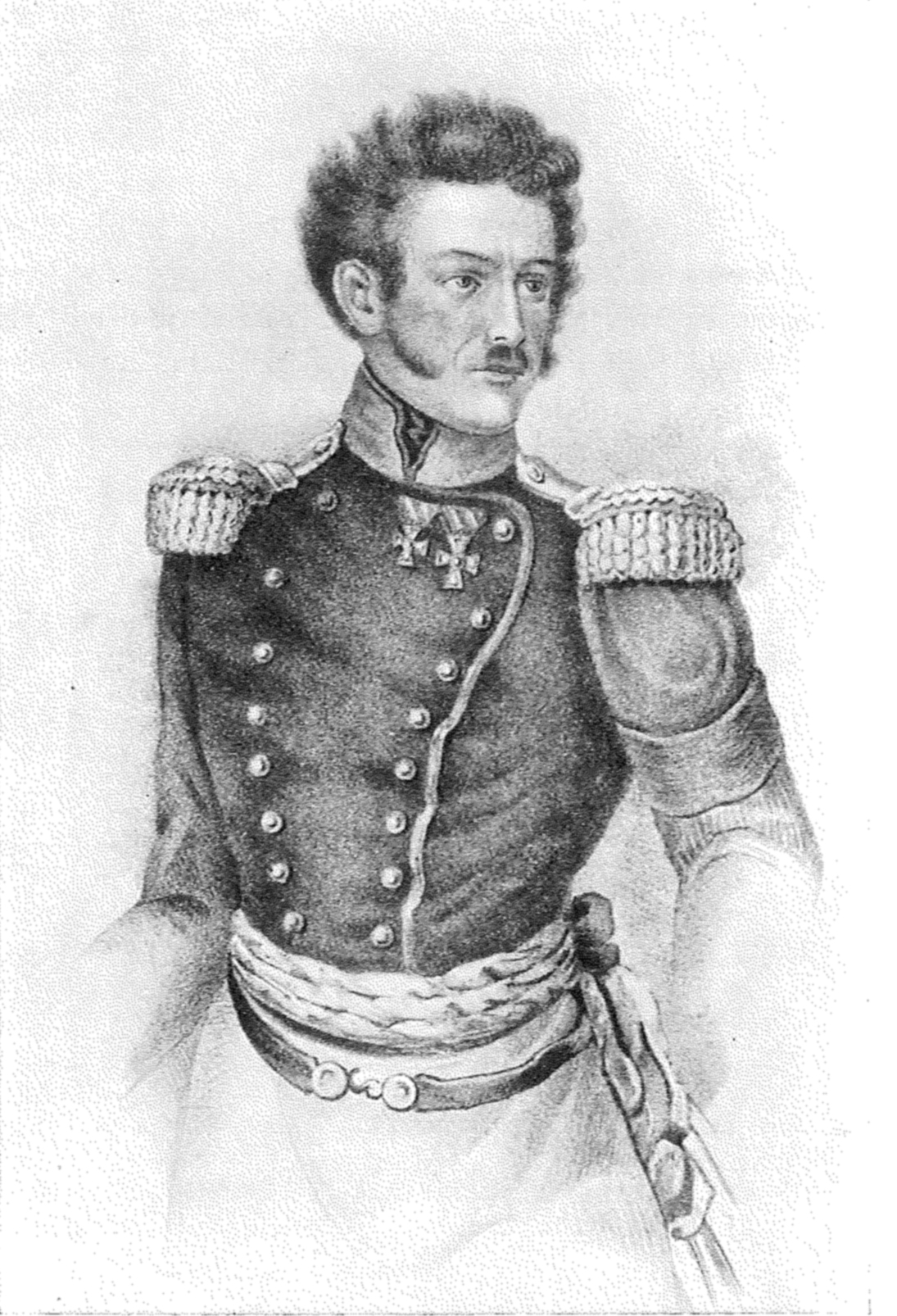
Jean-Ulrich de Salis-Soglio, chef des forces armées catholiques du Sonderbund.
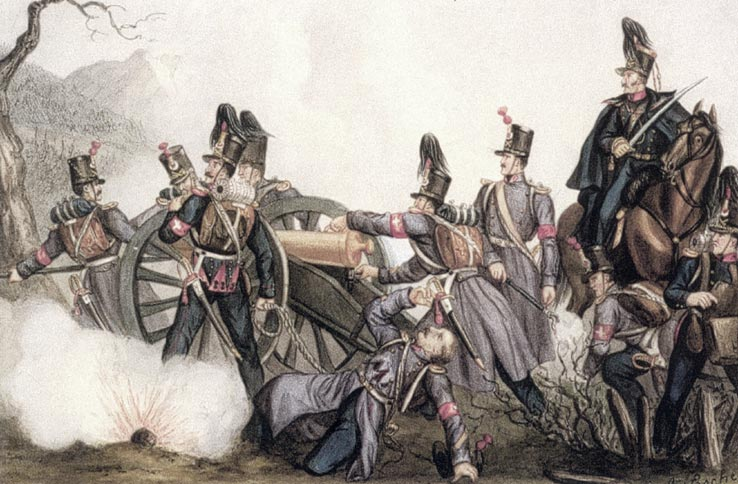
Albert von Escher, 1847, aquarelle (détail), représentant la bataille de Gisikon durant la guerre du Sonderbund.
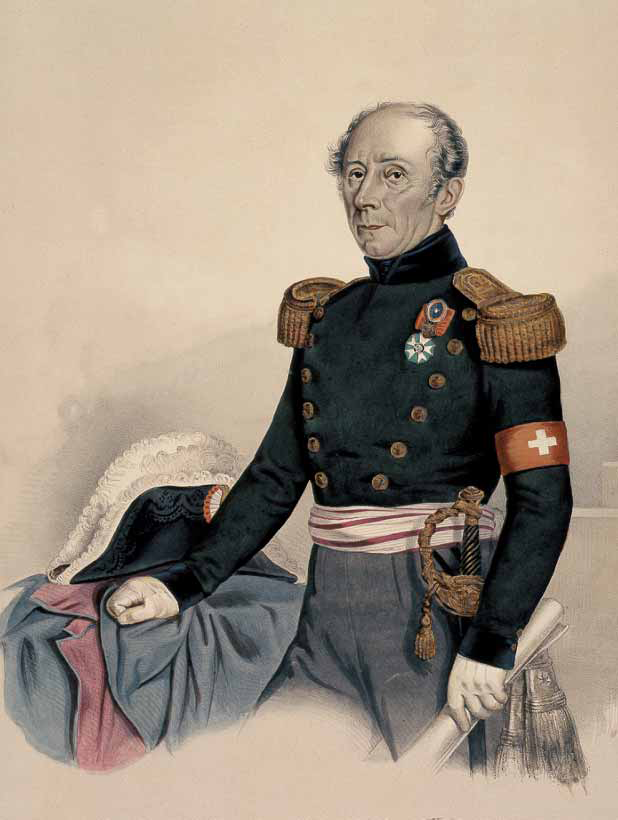
Guillaume-Henri Dufour, chef des forces armées confédérales.

## Guerre
En 27 jours, du 3 au 29 novembre 1847, le Sonderbund, nettement inférieur en hommes et en armes, est vaincu, notamment au combat de Gisikon, dans une campagne faisant moins de cent victimes. En ordonnant à ses soldats d'épargner les blessés, le général Dufour préfigure la fondation de la Croix-Rouge à laquelle il participe quelques années plus tard.
Une des raisons de la victoire de Dufour réside dans le fait qu'il tient la totalité du pouvoir militaire entre les mains, ce qui lui permet d'avoir le dessus sur les troupes du Sonderbund.
Après la victoire, les radicaux obtiennent le pouvoir dans tous les cantons. Les couvents de Lucerne sont interdits et vendus, certaines maisons des vaincus sont pillées. Mais les exactions sont limitées par la modération de Dufour.
La brièveté des combats rend les tentatives de médiation totalement inutiles et lorsque les autres États se proposent d'intervenir, tout est déjà terminé. Toute l'Europe est d'ailleurs agitée de troubles qui annoncent le « printemps des peuples » et dès l'hiver, ce sont les Révolutions de 1848 qui déferlent sur le continent.
Le 12 septembre 1848, la première constitution instaure un État fédéral et met un terme à l'indépendance quasi totale des cantons suisses. Les Jésuites sont tenus à l'écart de la vie publique, puis leur bannissement du pays sera ordonné pendant le Kulturkampf par la deuxième constitution de 1874 (articles d'exception).

## Membres et partisans
Quelques personnalités politiques suisses ayant rejoint le Sonderbund.

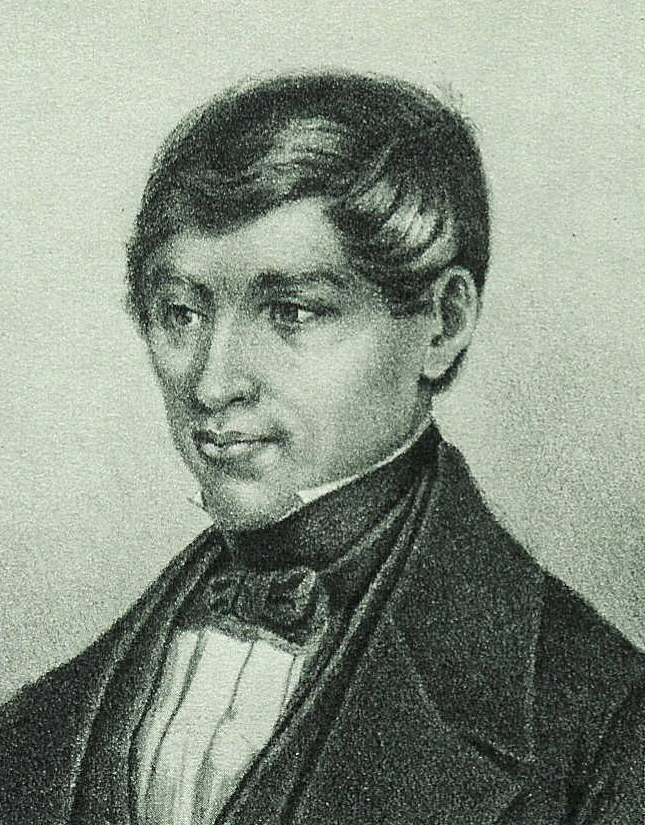
Eduard Blösch
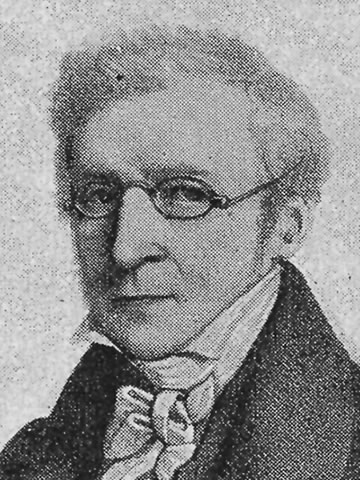
Josef Franz Karl Amrhyn
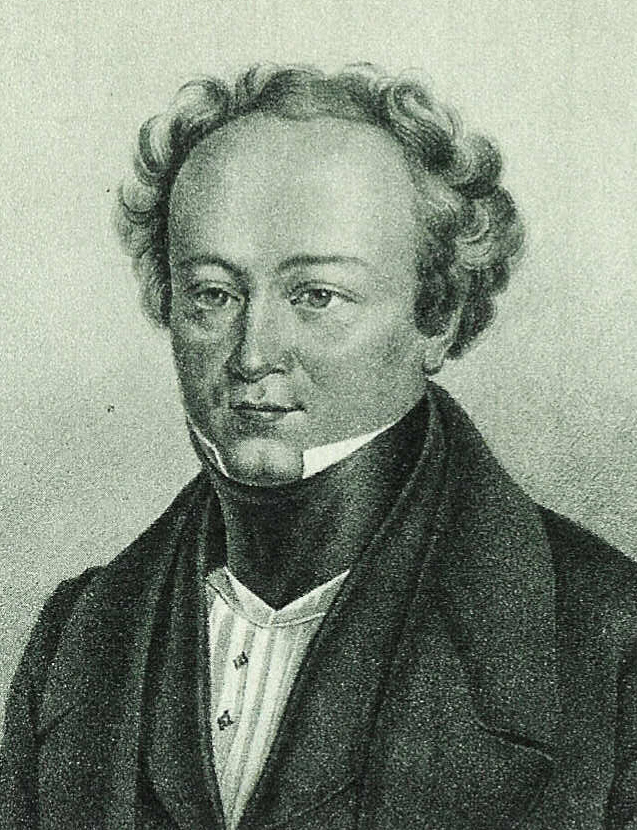
Charles Neuhaus
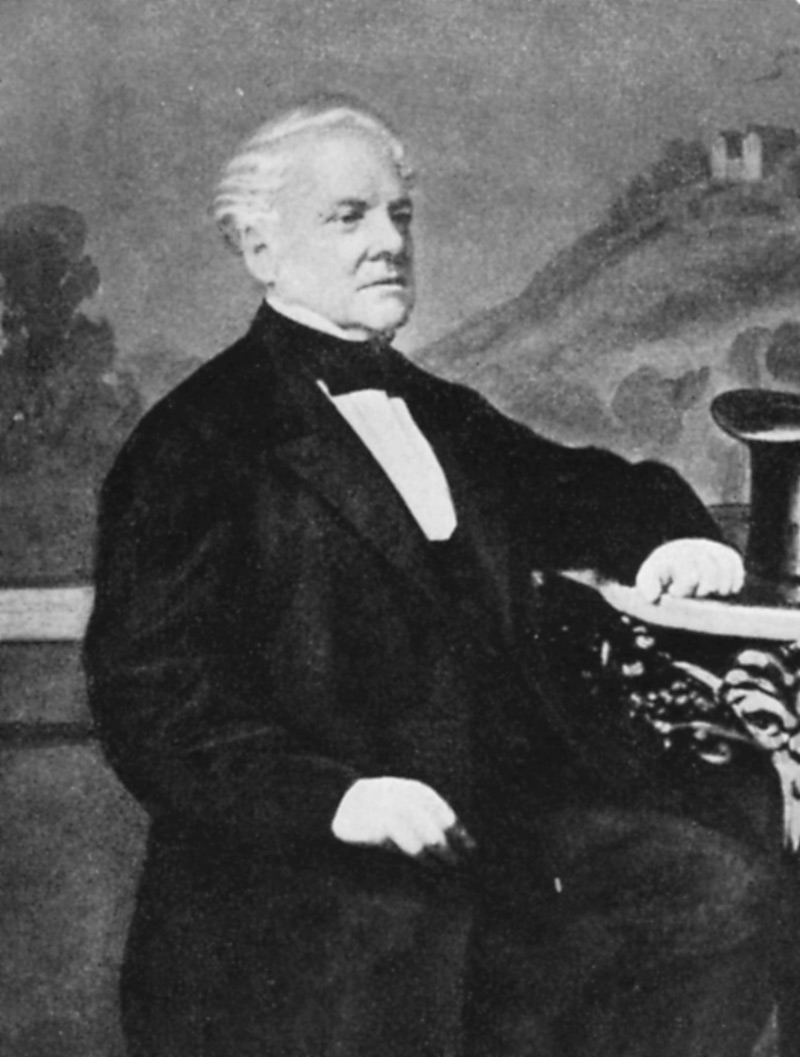
Heinrich Titot
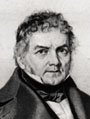
Jean-Marc Mousson
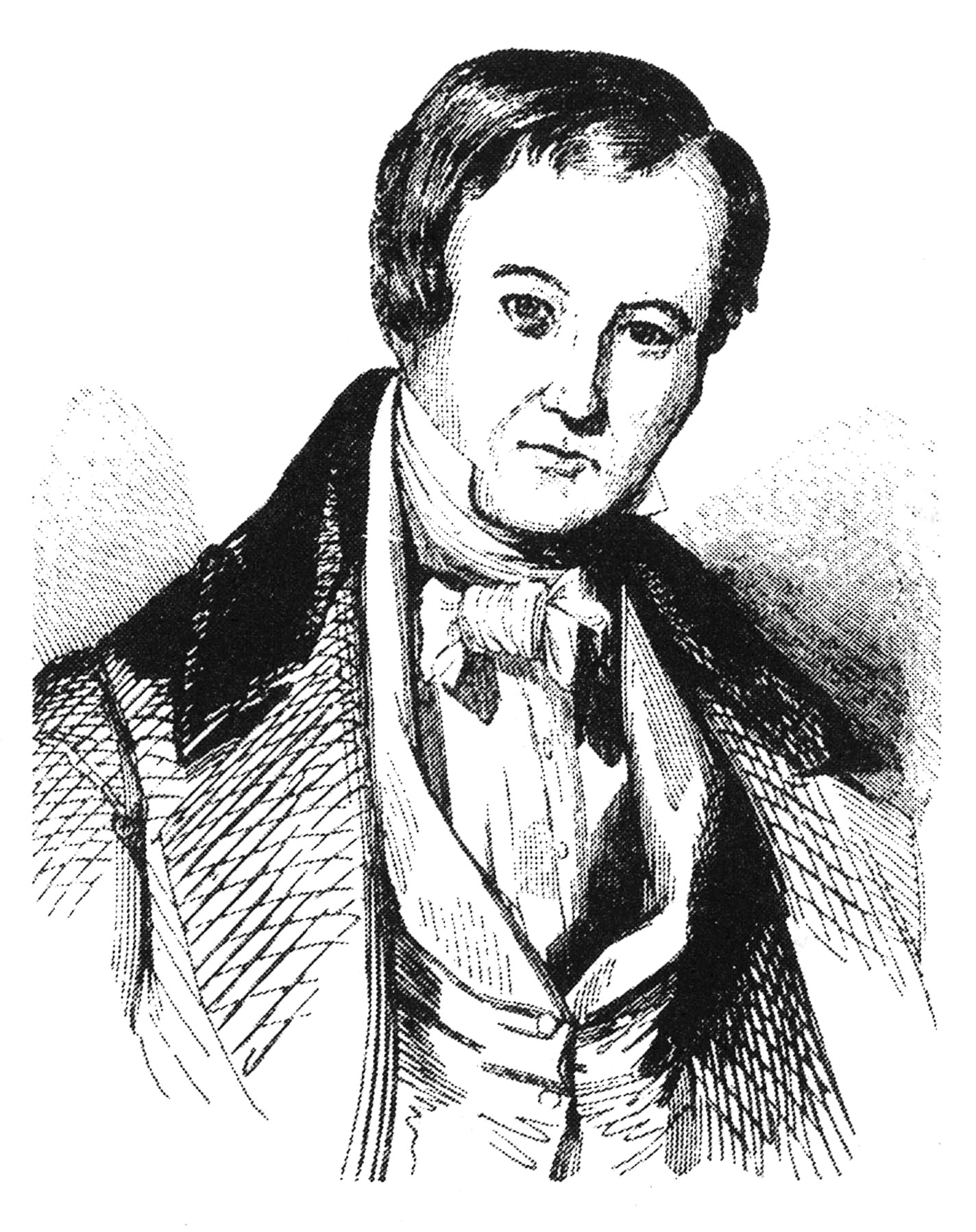
Constantin Siegwart-Müller
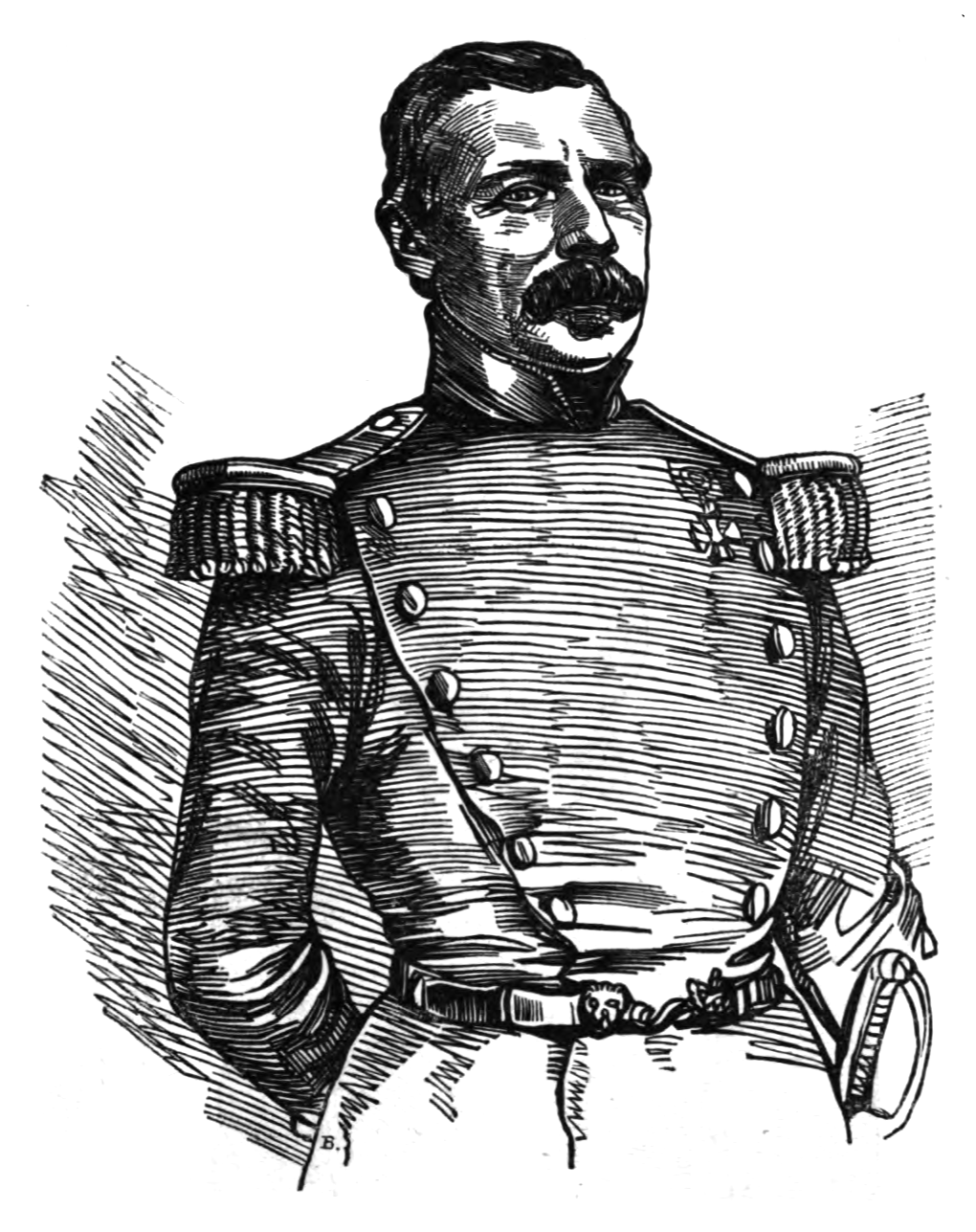
Oberst Burkardt
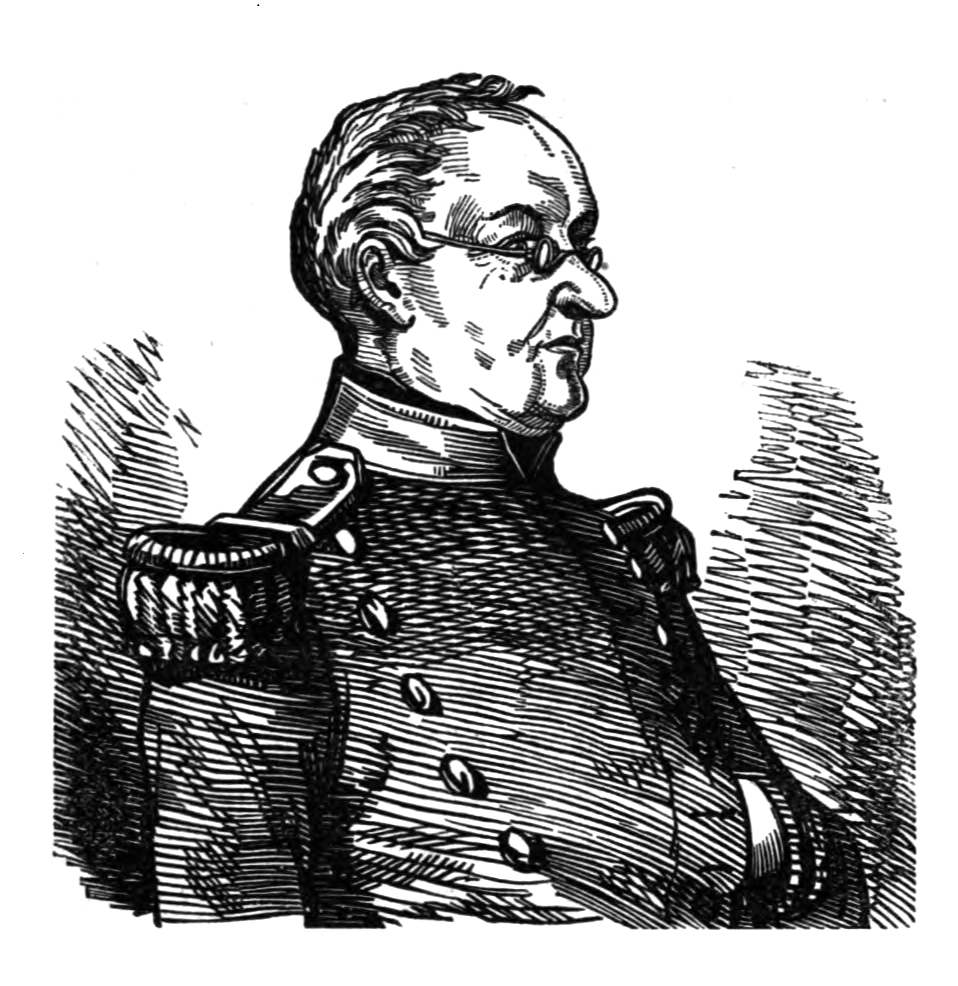
Rageth Abys
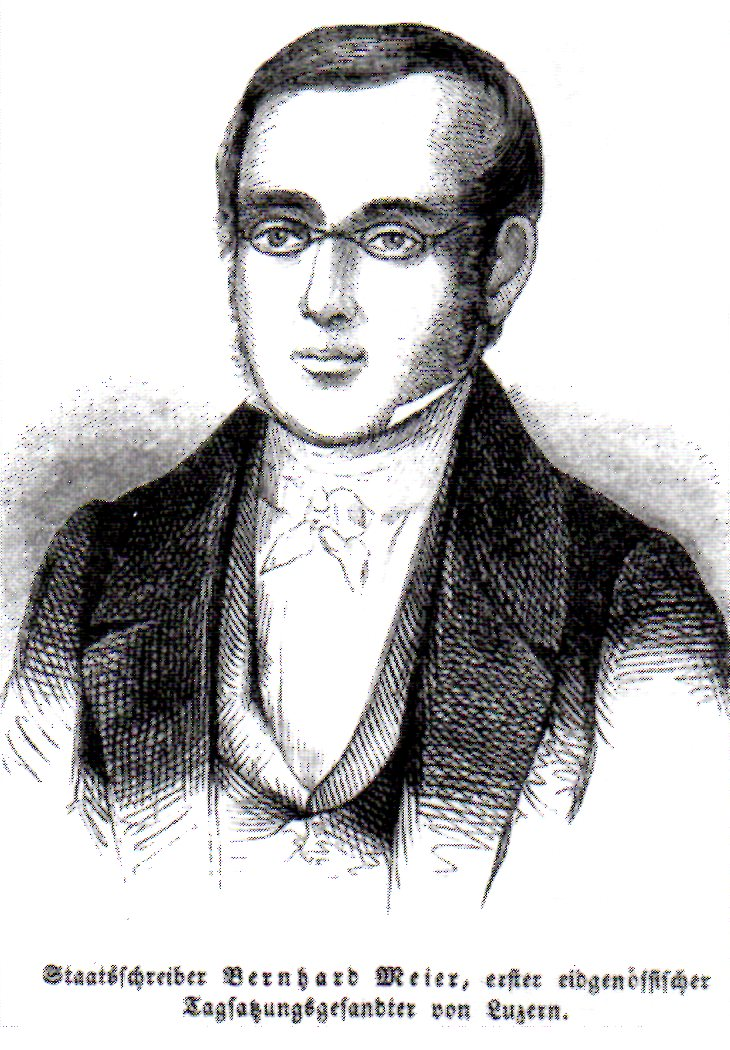
Bernhard von Meyer

## Postérité culturelle et politique
- L'écrivain vaudois Charles-Ferdinand Ramuz écrit La Grande Guerre du Sondrebond en 1906.
- En 1982, le cinéaste suisse Alain Bloch l'adapte pour le grand écran.
- Le texte est mis en scène au théâtre par François Rochaix sous forme d'un spectacle poético-musico-pictural.

L'histoire raconte les péripéties de l’aventure d'un soldat parti en 1847 de son village vaudois pour se battre contre les catholiques fribourgeois. Par son pouvoir poétique, il évoque toutes les guerres, mais aussi la destinée des hommes. Avec intensité, Ramuz brosse les moments d'émotion, les détails cocasses qui se succèdent dans l'existence de citoyens devenus soldats.